# ビェルン・ベルグマン・シグルザルソン
ビェルン・ベルグマン・シグルザルソン（Björn Bergmann Sigurðarson 、1991年2月26日 - ）は、アイスランド・アクラネース出身のプロサッカー選手。サッカーアイスランド代表。モルデFK所属。ポジションはFW。

## 経歴

### クラブ
地元クラブのÍAアクラネースでプロデビュー。2008年シーズン終了後、アクラネースが2部に降格したため、ノルウェーのリールストロムSKに3年契約で移籍。
2012年7月17日、240万ポンドでチャンピオンシップのウルヴァーハンプトン・ワンダラーズFCに移籍。5ゴールを挙げたものの、シーズン終了後にチームはフットボールリーグ1に降格した。翌2013-14シーズン以降は半ば戦力外となりレンタル移籍を繰り返した。
ウルヴァーハンプトン退団後、2016年7月12日に古巣モルデにフリーで加入。
2018年1月5日、FCロストフに3年半契約で移籍。

### 代表
各年代においてアイスランド代表でプレー。2011年にはデンマークで開催されたUEFA U-21欧州選手権に出場した。
2011年9月6日、UEFA EURO 2012予選のキプロス代表戦でフル代表デビュー。2018 FIFAワールドカップ・ヨーロッパ予選のコソボ代表戦で初ゴール。
2018年5月11日、2018 FIFAワールドカップに参加する代表チーム23人の一人に選ばれた。

## 代表歴

### 出場大会
- アイスランド代表
  - 2018 FIFAワールドカップ

### 試合数
- 国際Aマッチ 17試合 1得点（2011年-2018年）[10]

| アイスランド代表 | 国際Aマッチ | 国際Aマッチ |
| 年               | 出場        | 得点        |
| ---------------- | ----------- | ----------- |
| 2011             | 1           | 0           |
| 2012             | 0           | 0           |
| 2013             | 0           | 0           |
| 2014             | 0           | 0           |
| 2015             | 0           | 0           |
| 2016             | 2           | 0           |
| 2017             | 6           | 1           |
| 2018             | 8           | 0           |
| 通算             | 17          | 1           |